# Amara sinuosa
Amara sinuosa là một loài bọ chân chạy thuộc chi Amara, họ Bọ chân chạy.
Loài này có ở Bắc Mỹ.